# Jeanne Olivier
Jeanne-Françoise Thevenin , född 1764, död 1787, var en fransk skådespelare.  Hon var känd under artistnamnet Jeanne Olivier på Comédie-Française i Paris, där hon var engagerad 1780-1787. 
Jeanne Olivier hade en framgångsrik karriär och var under 1780-talet teaterns mest anlitade aktör i hjältinneroller. 